# Glad tepelkogeltje
Het glad tepelkogeltje (Rosellinia mammiformis) is schimmel behorend tot de familie Xylariaceae.  Het komt voor loofbossen en parken op min of meer voedselrijke bodems. Het leeft saprotroof op afgevallen takken van loofbomen. De soort wordt het vaakst gevonden op esdoorns (Acer) en Fraxinus. Perithecia zijn aanwezig in voorjaar en de zomer. 

## Kenmerken
Ascosporen meten 15-24 × 5-8,5 µm en apicaal apparaat van 3,5-5 µm.

## Verspreiding
In Nederland komt het vrij algemeen voor. Het staat niet op de rode lijst en is niet bedreigd.